# Eyja- og Miklaholtshreppur
Pronunciação
Eyja- og Miklaholtshreppur é um município na Islândia. Em 2021 tinha uma população estimada em 119 habitantes.